# Białek (nazwisko)
Białek (forma żeńska: Białek/Białkowa/Białkówna; liczba mnoga: Białkowie) – polskie nazwisko. Na początku lat 90. XX wieku w Polsce nosiło je 13715 osób.

## Znane osoby noszące to nazwisko
- Agnieszka Białek (ur. 1990) – polski piłkarka ręczna
- Andrzej Białek (ur. 1973) – polski piłkarz
- Anna Białek-Jaworska (ur. 1978) – polska ekonomistka
- Bartosz Białek (ur. 2001) – polski piłkarz
- Bogdan Białek (ur. 1955) – polski dziennikarz, wydawca
- Czesław Białek (1920–1984) – polski duchowny katolicki, powstaniec warszawski, działacz opozycji antykomunistycznej, biolog
- Edward Białek (ur. 1956) – polski germanista
- Ewa Danuta Białek (ur. 1946) – polska farmaceutka
- Ireneusz Białek (ur. 1974) – polski działacz społeczny, radiowiec
- Jan Białek (XIV/XV wiek) – mieszczanin warszawski, pierwszy wójt Łomży.
- Janusz Białek (ur. 1955) – polski piłkarz i trener piłkarski
- Jarosław Białek (ur. 1981) – polski piłkarz
- Jerzy Białek (ur. 1954–1974) – polski żużlowiec
- Joanna Białek (1957–2011) – polska aktorka i śpiewaczka
- Józef Białek (ur. 1957) – polski przedsiębiorca, wydawca i działacz polityczny
- Paweł Białek (ur. 1965) – oficer Agencji Bezpieczeństwa Wewnętrznego
- Roman Białek (1919–1972) – funkcjonariusz służby bezpieczeństwa
- Roman Białek (1891–1940) – polski lekarz, żołnierz, ofiara zbrodni katyńskiej
- Stanisław Białek (ur. 1953) – polski żołnierz
- Stanisława Białek (1930–1989) – polska nauczycielka, posłanka
- Tadeusz Białek (1918–1998) – generał brygady Wojska Polskiego
- Zbigniew Białek (ur. 1982) – polski koszykarz